# 260
260 (CCLX na numeração romana) foi um ano bissexto do século III do Calendário Juliano, da Era de Cristo, as suas letras dominicais foram A e G (52 semanas), teve início a um domingo e terminou a uma segunda-feira.
| Ano completo                       |
| ---------------------------------- |
| Ano bissexto com início ao domingo |

## Eventos
- Após uma vitória sobre os Jutungos, Póstumo é aclamado imperador pelas suas tropas dando origem ao Império Gálico.

## Mortes
- Valeriano, imperador romano, morto pelo Império Sassânida.
- Salonino, imperador romano, assassinado pelas próprias tropas em Colonia Agrippinae.